# Mỗi bên một quốc gia
- Chính sách Một Trung Quốc trên thực tế.
  Cộng hoà Nhân dân Trung Hoa (CHNDTH).
  Trung Hoa Dân Quốc (THDQ).
  Các nước chỉ công nhận CHNDTH.
  Các nước chỉ công nhận THDQ.
  Các nước có quan hệ ngoại giao không chính thức với THDQ.
  Các nước không có quan hệ ngoại giao với THDQ hoặc CHNDTH.

Chính sách Một Trung Quốc trên thực tế.
Cộng hoà Nhân dân Trung Hoa (CHNDTH).
Trung Hoa Dân Quốc (THDQ).
Các nước chỉ công nhận CHNDTH.
Các nước chỉ công nhận THDQ.
Các nước có quan hệ ngoại giao không chính thức với THDQ.
Các nước không có quan hệ ngoại giao với THDQ hoặc CHNDTH.

Mỗi bên một quốc gia (giản thể: 一边一国; phồn thể: 一邊一國; Hán-Việt: Nhất biên Nhất quốc; bính âm: yī biān yī guó) là một khái niệm được ủng hộ bởi cựu tổng thống Đài Loan (2000-2008) Trần Thủy Biển đề cập đến vị thế chính trị của Đài Loan. Nó nhấn mạnh rằng Cộng hòa Nhân dân Trung Hoa và Trung Hoa Dân Quốc (thường gọi là "Đài Loan") là hai quốc gia khác nhau (cụ thể là "Một Trung Quốc, một Đài Loan"), ngược lại với khái niệm hai thực thể chính trị riêng biệt trong cùng một quốc gia. Đây là lập trường của những người ủng hộ liên minh Phiếm lam.
Trần Thủy Biển đã dùng cụm từ này vào ngày 3 tháng 8 năm 2002 trong một chương trình truyền hình truyền đến hội nghị thường niên của Hội liên hiệp các hiệp hội Đài Loan thế giới (世界台灣同鄉會聯合會) họp tại Tokyo khi ông tuyên bố cần thiết để hiểu rõ ràng rằng "với Đài Loan và Trung Quốc trên mỗi bên của eo biển Đài Loan, mỗi bên là một quốc gia". Ông đã phát biểu những lời này bằng tiếng Phúc Kiến Đài Loan thay vì tiếng Phổ thông và tạo ra một lá chắn cho những chỉ trích từ truyền thông Trung Quốc đại lục. Trong quá khứ, trong bối cảnh tương tự, Lee Teng-hui cũng đã bị truyền thông của Đại lục tấn công khi ủng hộ "mối quan hệ ngoại giao đặc biệt cấp nhà nước". Hoa Kỳ cũng bày tỏ quan ngại nghiêm trọng về khái niệm này, vì Hoa Kỳ cảm thấy rằng khái niệm này dường như đã khác với cam kết trước đó của Trần Thủy Biển về "Bốn không và một không có".
Liên minh Đảng Hành động Đài Loan được thành lập vào ngày 18 tháng 8 năm 2019, kết hợp Mỗi bên một quốc gia vào tên tiếng Trung của tổ chức.